# Tesagrotis piscipellis
Tesagrotis piscipellis là một loài bướm đêm trong họ Noctuidae.